# Boskie jak diabli
Boskie jak diabli (hiszp. Sin noticias de Dios) – hiszpańsko-meksykańska komedia z 2001 roku w reżyserii Agustína Díaz Yanesa. Zdjęcia kręcono w Madrycie.
Film utrzymany jest w konwencji fantasy i opowiada o walce o duszę pewnego boksera, toczonej przez wysłane w tym celu na Ziemię agentki Nieba i Piekła.

## Obsada
- Victoria Abril jako Lola Nevado
- Penélope Cruz jako Carmen Ramos
- Demián Bichir jako Manny
- Fanny Ardant jako Marina D’Angelo
- Juan Echanove jako manager supermarketu
- Gael García Bernal jako Davenport
- Emilio Gutiérrez Caba jako komisarz policji
- Cristina Marcos jako policjantka
- Gemma Jones jako Nancy
- Bruno Bichir jako Eduardo
- Elena Anaya jako Pili
- Peter McDonald jako Henry